# Kościół Najświętszego Serca Pana Jezusa w Żarowie (województwo dolnośląskie)
Kościół Najświętszego Serca Pana Jezusa w Żarowie – rzymskokatolicki kościół parafialny z 1909 roku w Żarowie, należący do dekanatu Żarów diecezji świdnickiej.

## Historia
Działka pod budowę została kupiona od spółki Silesia. W 1909 roku uzyskano odpowiednie zezwolenia od  władz państwowych i kościelnych. Budowa rozpoczęła się w dniu 10 maja 1909 roku. budowę nadzorował ksiądz Herman Klimke, który był wcześniej wikariuszem w Pastuchowie. Kamień węgielny pod świątynię został położony w dniu 28 lipca 1909 roku. Świątynia została wzniesiona w dniu 22 października 1909 roku. Wieża o wysokości 44 metrów została ukończona w dniu 9 marca 1910 roku. W dniu 14 kwietnia 1910 roku zostały poświęcone dwa dzwony. Po zakończeniu prac wykończeniowych kościół został uroczyście poświęcony w dniu 29 września 1910 roku. Pierwszym duszpasterzem w świątyni został wspomniany wyżej ksiądz Klimke.

## Architektura
Kościół został zbudowany w stylu neogotyckim i zaprojektowany przez dwóch wrocławskich architektów: Overhoffa i Föhego. Do budowy świątyni została użyta czerwona, nieotynkowana cegła. Budowla jest halowa i posiada trzy nawy. Koszty budowy wyniosły 85 000 marek. W dniu 1 września 1915 roku duszpasterstwo w Żarowie otrzymało status kurateli, a w dniu 1 kwietnia 1920 roku została utworzona samodzielna parafia. Na wieży w 1927 roku zostały zawieszone trzy dzwony ufundowane przez małżeństwo Neugebauerów z Żarowa na miejscu wspomnianych wyżej dzwonów "ofiarowanych ojczyźnie" w 1917 roku.